# Площадь Западной стены
Площадь Западной стены — восточная часть городской площади в Еврейском квартале Старого города Иерусалима рядом с Западной стеной.
Площадь была создана в 1967 году после объединения города.
В северной части площади расположены: Тоннель Западной Стены и Центр цепи поколений.
В южной части площади расположены: Иерусалимский археологический парк и Ворота Dung.
В западной части площади расположен Еврейский квартал.
Достопримечательности площади:
- Западная стена
- Тоннель Западной Стены
- Центр цепи поколений
- Иерусалимский археологический парк
- Мусорные ворота

## Галерея

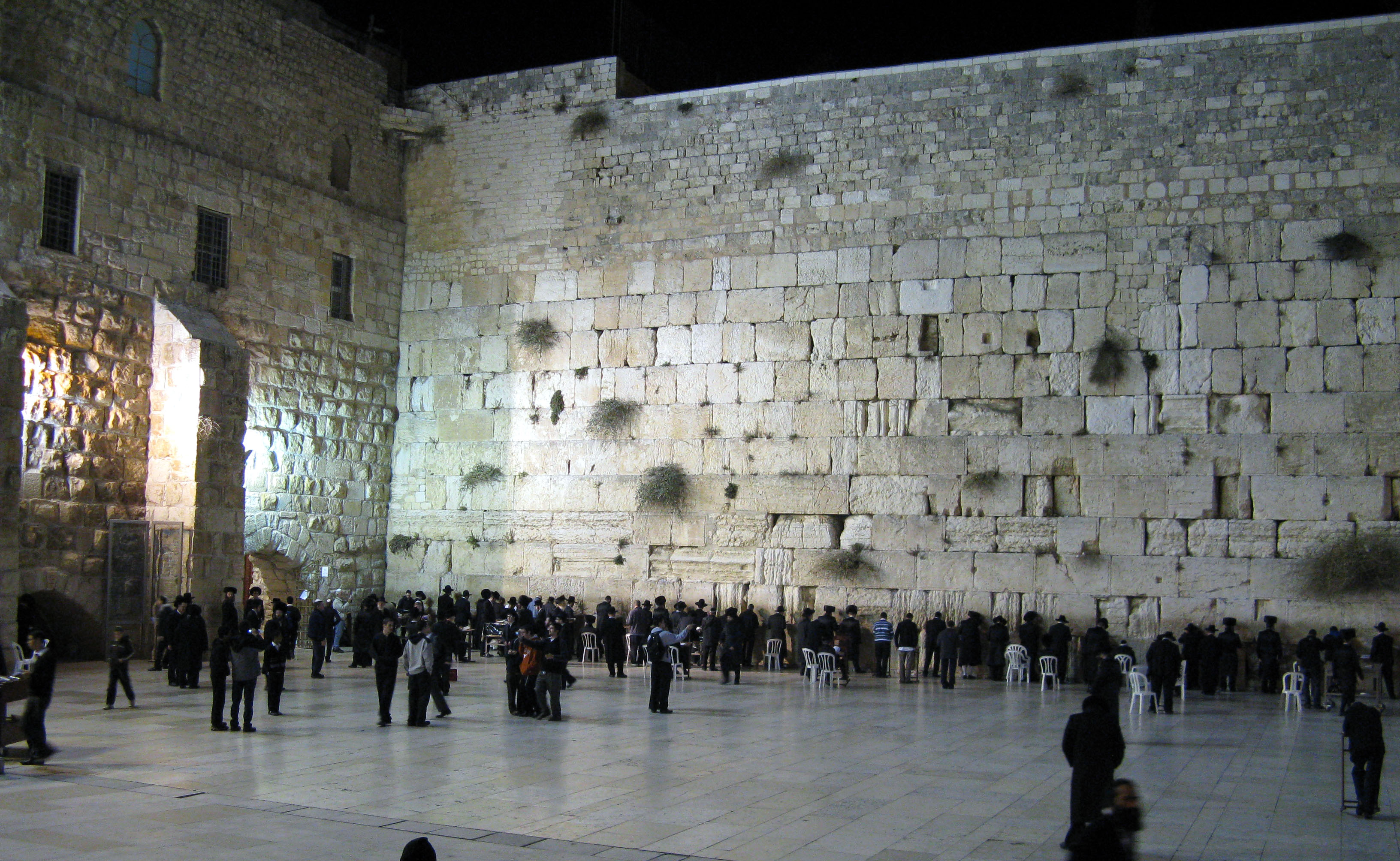
Стена Плача
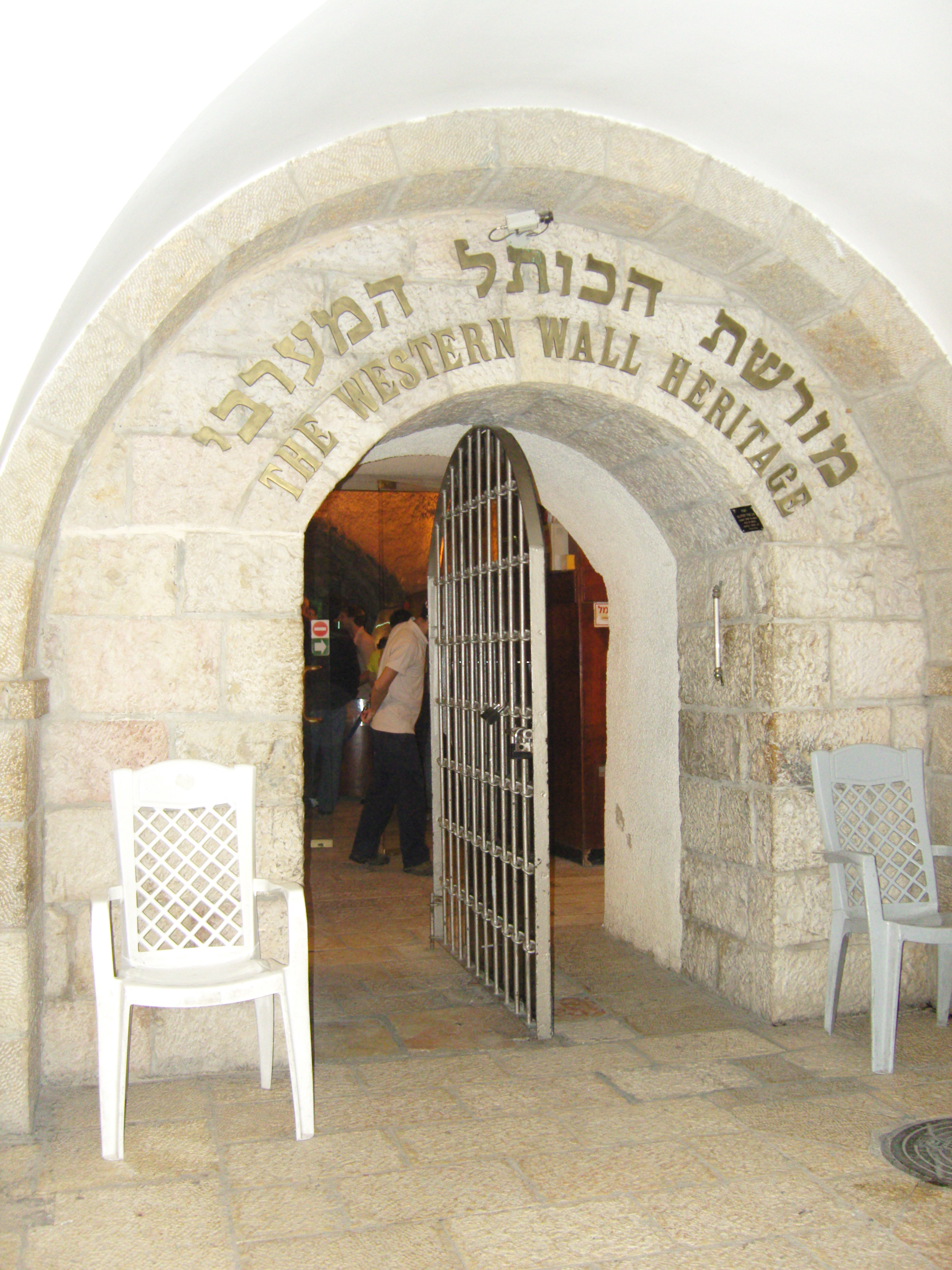
Тоннель Западной Стены
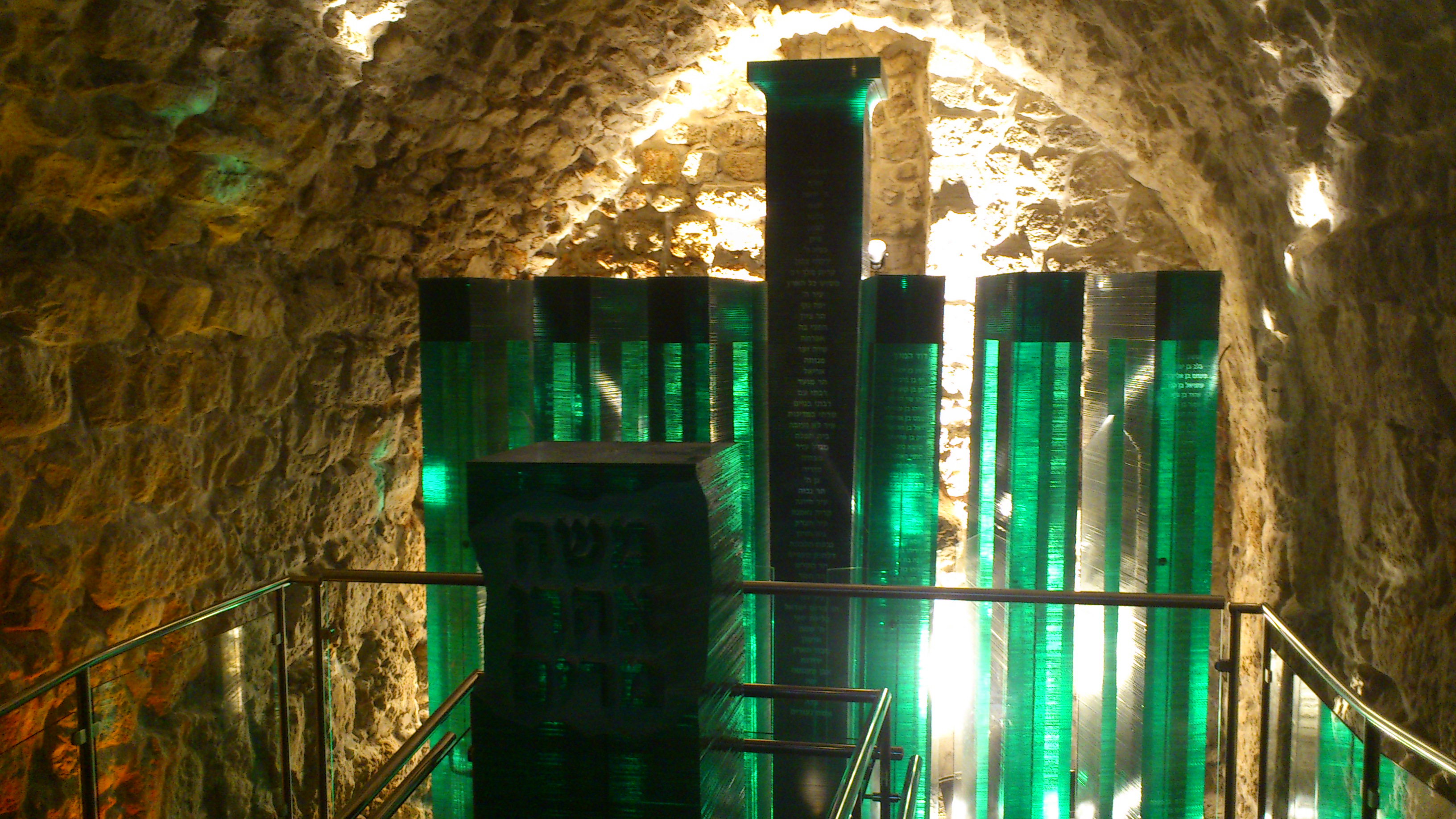
Центр цепи поколений
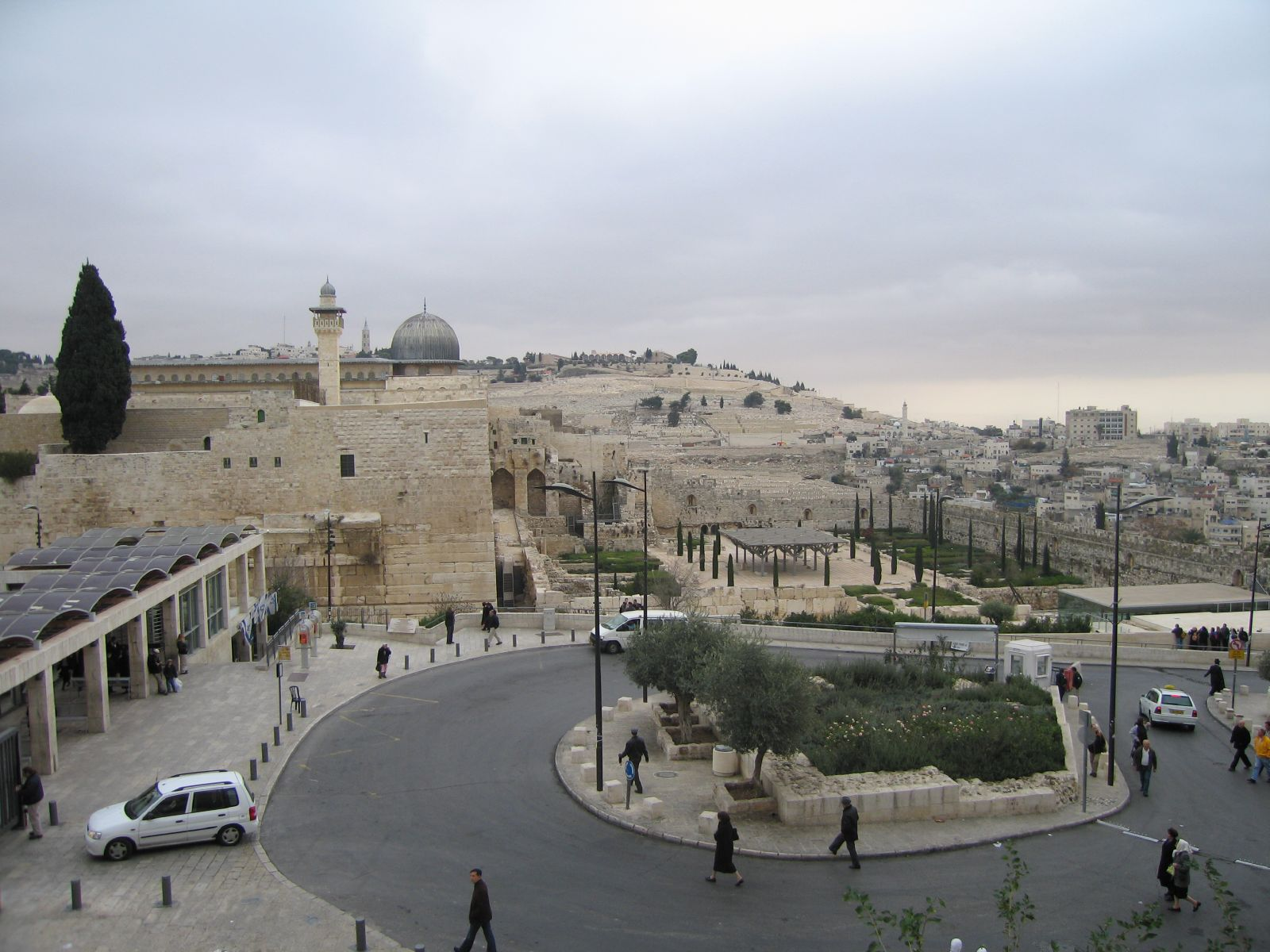
Иерусалимский археологический парк
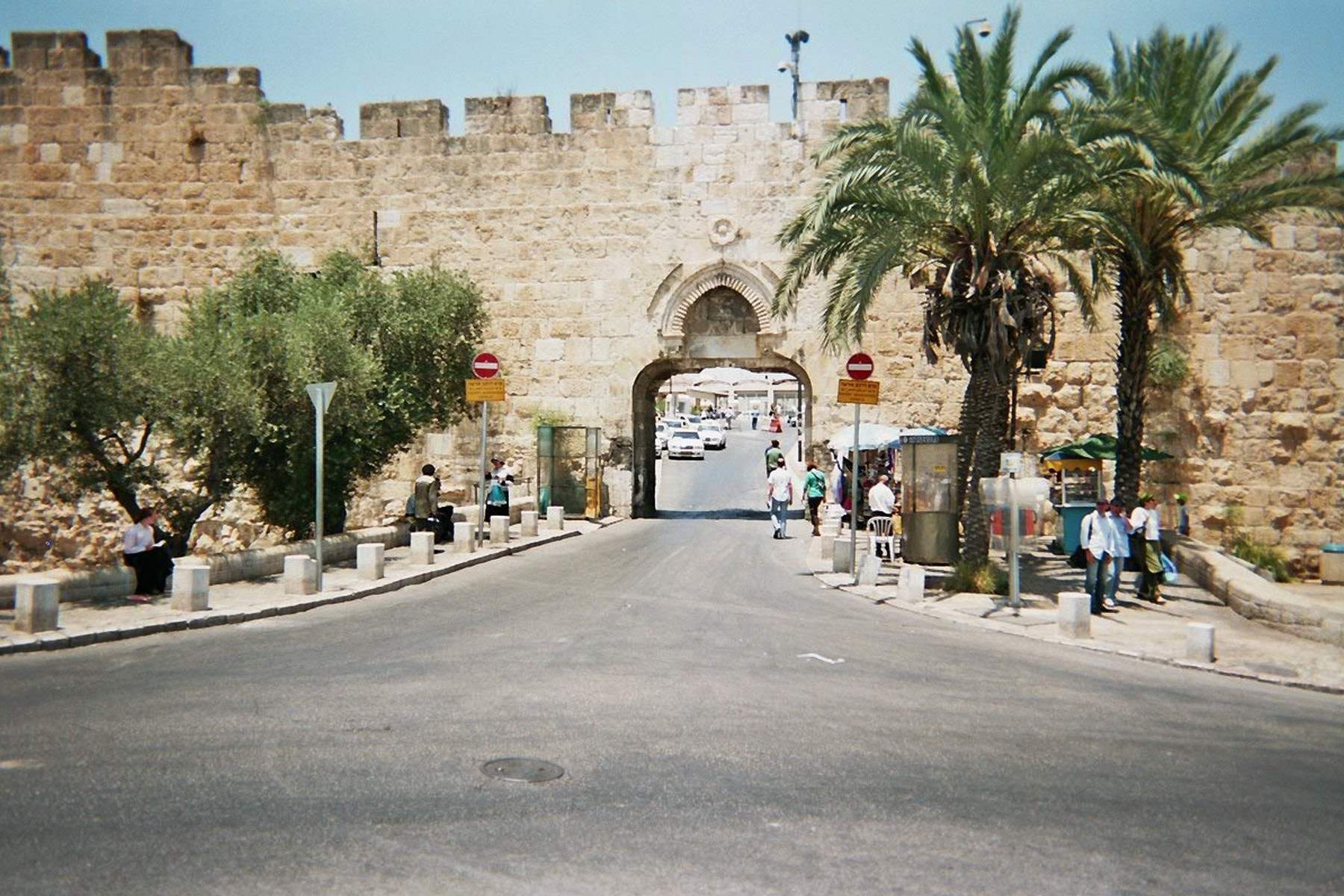
Мусорные ворота